# Діборид гафнію
Діборид гафнію — бінарна неорганічна хімічна сполука металів гафнію та бору з формулою HfB2, сірі кристали, які не розчиняються у воді.
Диборид гафнію — це тип кераміки, що складається з гафнію та бору, і належить до класу кераміки для надвисоких температур. Його температура плавлення становить близько 3250 °C. Це незвичайна кераміка, яка має відносно високі тепло- та електропровідність, властивості, які вона має в своєму роді ізоструктурним діборидом титану та діборидом цирконію.

## Отримання
Пропускання газоподібної суміші хлориду гафнію, хлориду бору та водню над нагрітим вольфрамовим дротом:
{\displaystyle {\mathsf {HfCl_{4}+2BCl_{3}+5H_{2}\ {\xrightarrow {2300^{o}C}}\ HfB_{2}+10HCl}}}
Нанокристали HfB2 з трояндовою морфологією були отримані шляхом поєднання HfO2 і NaBH4 при 700-900°C в потоці аргону.

## Фізичні властивості
Диборид гафнію утворює сірі кристали кубічної сингонії.
Добре проводить електричний струм.
Молярна маса 200,11 грамів на моль і густина 11,2 г/см3 .